# Temelucha novaconcordica
Temelucha novaconcordica är en stekelart som beskrevs av Dasch 1979. Temelucha novaconcordica ingår i släktet Temelucha och familjen brokparasitsteklar. Inga underarter finns listade i Catalogue of Life.